# Link (Familienname)
Link ist ein deutscher Familienname.

## Künstlername
- Link (* 1971), britischer DJ und Remixer, siehe Mark Pritchard (Musiker)

## Namensträger

### A
- Adolf Link (1851–1933), ungarisch-amerikanischer Schauspieler bei Bühne und Film
- Almuth Link (* 1935), deutsche Schriftstellerin
- Amelie Plaas-Link (* 1989), deutsche Schauspielerin
- André Link (* 1994), deutscher Sportschütze
- Anton Link (1773–1833), österreichischer katholischer Priester und Jugendbuchautor
- Arthur Link (1914–2010), US-amerikanischer Politiker
- August Link (1897–nach 1954), deutscher Violoncellist

### B
- Bernhard Link (1606–1671), deutscher Zisterzienser, Abt und Historiker, der in Österreich wirkte

### C
- Carl Link (Mediziner) (1821–1877), deutscher Mediziner, Direktor der Kreisirrenanstalt Deggendorf
- Carl Link (Künstler) (1887–1968), deutschamerikanischer Maler und Bildhauer
- Caroline Link (* 1964), deutsche Regisseurin
- Charlotte Link (* 1963), deutsche Schriftstellerin
- Christian Link (* 1938), deutscher evangelischer Theologe
- Christoph Link (* 1933), deutscher Rechtswissenschaftler

### D
- David Link (Künstler) (* 1971), deutscher Künstler und Medientheoretiker
- David Link (Musiker), deutscher Bassist

### E
- Edwin Albert Link (1904–1981), US-amerikanischer Erfinder
- Ernst Link (1873–1952), deutscher Wasserbauingenieur
- Eva Link (* um 1995), kanadische Schauspielerin und Rockmusikerin

### F
- Fabian Link (* 1979), Schweizer Historiker
- František Link (1906–1984), tschechischer Astronom und Pädagoge
- Franz Link (Politiker) (1869–1937), österreichisch-tschechoslowakischer Gewerkschafter und Politiker
- Franz Link (Amerikanist) (1924–2001), deutscher Amerikanist
- Franz Konrad Link (1730–1793), deutscher Porzellanmodelleur und Bildhauer
- Franz Xaver Link (1889–1968), deutscher Politiker (FDP/DVP)

### G
- Godehard Link (* 1944), deutscher Philosoph
- Gotthilf Link (1926–2009), deutscher Landwirt und Politiker (CDU)
- Gottlieb Link (1769–1844), deutscher Kaufmann und Politiker
- Gunter Link (* 1949), deutscher Journalist und Politikwissenschaftler

### H
- Hans-Georg Link (* 1939), deutscher evangelischer Theologe
- Harald Link (* 1955), deutsch-thailändischer Unternehmer
- Heiner Link (1960–2002), deutscher Schriftsteller
- Heinrich Link (Orgelbauer) (1818–?), deutscher Orgelbauer
- Heinrich Link (Jurist) (1912–nach 1948), deutscher Jurist
- Heinrich Friedrich Link (1767–1851), deutscher Naturwissenschaftler
- Helmut Link (1927–2009), deutscher Politiker (CDU)
- Herbert Link (1944–2018), österreichischer Filmemacher und Medienpädagoge
- Hermann Link (1879–1964), deutscher Jurist

### J
- Jochen Link (* 1943), deutscher Politikwissenschaftler und Schriftsteller
- Johann Link (1821–1871), deutscher Orgelbauer, siehe Gebrüder Link
- Johannes Link (1848–1914), deutscher Firmengründer
- John Link (Komponist) (* 1965), US-amerikanischer Komponist und Musikwissenschaftler
- John F. Link senior (1901–1968), US-amerikanischer Filmeditor
- John F. Link, US-amerikanischer Filmeditor; Sohn von John F. Link senior
- Josef Link (1902–1947), deutscher Maler, Zeichner und Grafiker
- Josef Johannes Link (1913–nach 1966), deutscher Journalist und Autor
- Jürgen Link (* 1940), deutscher Literatur- und Kulturwissenschaftler

### K
- Karl Link (* 1942), deutscher Radsportler
- Karl Paul Link (1901–1978), US-amerikanischer Biochemiker
- Kay Link (* 1969), deutscher Regisseur und Literaturwissenschaftler
- Kelly Link (* 1969), US-amerikanische Science-Fiction und Fantasy-Autorin
- Klaus Link (1948–2025), deutscher Fußballspieler
- Kurt Link (1926–1996), deutscher Bildhauer, Zeichner, Konzeptkünstler und Maler
- Kurt Link (Badminton) (* 1943), deutscher Badmintonspieler

### L
- Louis Link (1827–1889), deutscher Unternehmer
- Ludwig Link (1900–1960), deutscher römisch-katholischer Theologe

### M
- Martin Link (1934–2005), deutscher Gynäkologe und Geburtshelfer
- Max Link (1928–2018), deutscher Fußballspieler
- Michael Link (Politiker, I), deutscher Politiker, MdL Bayern
- Michael Link (Manager) (* 1967), deutscher Manager und Autor
- Michael Georg Link (* 1963), deutscher Politiker (FDP), MdB
- Michaela Link (* 1963), deutsche Schriftstellerin und Übersetzerin

### N
- Nikolai Link (* 1990), deutscher Handballspieler

### O
- O. Winston Link (1914–2001), US-amerikanischer Fotograf
- Otto Link (Unternehmer) (?–1955), deutscher Unternehmer
- Otto Link (Puppenspieler) (1888–1959), deutscher Lehrer, Puppenspieler und Puppenspiel-Historiograph; Leiter der Dresdner Puppentheatersammlung

### P
- Paul Link (1821–1891), deutscher Orgelbauer, siehe Gebrüder Link
- Peter-Heinz Müller-Link (1921–2009), deutscher Politiker (FDP), MdHB

### R
- Reiner Link (Rainer Link), (1935–2012), deutscher Physiker und Hochschullehrer
- Rosa Herzfeld-Link (1846–1900), deutsche Schauspielerin
- Roy Peter Link (* 1982), deutscher Schauspieler
- Rudolf Link (1910–1988), deutscher HNO-Arzt und Hochschullehrer

### S
- Sibylle Mottl-Link (* 1971), deutsche Ärztin und Kinderbuchautorin
- Sören Link (* 1976), deutscher Politiker (SPD)
- Stefan Link (* 1961), deutscher Historiker
- Susan Link (* 1976), deutsche Moderatorin

### T
- Thorsten Link (* 1964), deutscher Moderator

### U
- Ulrich Link (* 1957), deutscher Manager, Generaldirektor von Air Madagascar
- Ulrike Link-Wieczorek (* 1955), deutsche evangelische Theologin

### V
- Valerie Link (* 1979), deutsche Musicaldarstellerin
- Viktor Link (1894–1944), deutscher Polizeiinspektor und Widerstandskämpfer gegen den Nationalsozialismus

### W
- Walter Link (1937–2010), deutscher Politiker (CDU)
- Walter Link (Regierungspräsident) (1944–2015), deutscher Beamter und Politiker (CDU)
- Werner Link (1934–2023), deutscher Politikwissenschaftler und Philosoph
- Werner Link (Unternehmer) (1941–2017), deutscher Unternehmer und Firmengründer
- Wilhelm Link (1877–1959), deutscher Maler und Bildhauer
- William Link (1933–2020), US-amerikanischer Filmproduzent und Drehbuchautor
- William W. Link (1884–1950), US-amerikanischer Politiker
- Wolfgang Link (Schiedsrichter) (1935–1994), deutscher Fußballschiedsrichter
- Wolfgang Link (Manager) (* 1968), deutscher Medienmanager